# 勒格灵
勒格灵是德国巴伐利亚州的一个市镇。总面积10.74平方公里，总人口641人，其中男性325人，女性316人（2011年12月31日），人口密度60人/平方公里。